# Jenő Egerváry
Jenő Egerváry (* 16. April 1891 in Debrecen; † 30. November 1958 in Budapest) war ein ungarischer Mathematiker.
Egervary wurde 1914 bei Leopold Fejér an der Loránd-Eötvös-Universität mit einer Arbeit über Integralgleichungen promoviert. Danach war er am Seismologischen Observatorium in Budapest und wurde Professor an der höheren technischen Schule. 1938 wurde er Privatdozent an der Lorand-Eötvös-Universität und 1941 Professor an der Technischen Universität Budapest. 1958 beging er Suizid wegen Konflikten mit der kommunistischen Regierung.
1931 bewies er eine Version des Satzes von König für gewichtete Graphen. Der Aufsatz wurde von Harold W. Kuhn 1955 ins Englische übersetzt und Kuhn zeigte auch dessen Anwendung in der Lösung des Zuordnungsproblems (Ungarische Methode).
1932 erhielt er den Gyula König Preis und 1941 den Kossuth-Preis.